# Theodore Ushev
Theodore Ushev est un cinéaste d’animation canadien d’origine bulgare né à Kyustendil, Bulgarie, le 4 février 1968. Il est également artiste visuel et a signé de nombreuses illustrations et affiches.
Diplômé de l’Académie nationale des arts de Sofia, il s’est d’abord fait connaître comme affichiste dans son pays d’origine avant de s’installer à Montréal, Québec, en 1999.

## Films destinés à Internet
La période allant de 1999 à 2004 est consacrée à la réalisation d’une dizaine de courts films destinés à une diffusion sur Internet, où Ushev exploite le site mortadellatv.com. Parmi ces films, on compte Aurora (1999), Well-Tempered Heads (2003) et Vertical (2003). Ce dernier film constitue d'ailleurs la première collaboration d’Ushev avec l'Office national du film du Canada (ONF).

## Films pour le cinéma
En 2005, toujours à l’ONF, Ushev termine Tower Bawher (en), sur le lien entre les avant-gardes artistiques et les dérives idéologiques et artistiques du XXe siècle. Ce film est suivi d’un deuxième volet intitulé Drux Flux (en) (2008).
Parallèlement à ce travail, le cinéaste réalise L'homme qui attendait (2006), adapté de l’œuvre de Franz Kafka, et Tzartitza (2006), un film pour enfants abordant le thème de l’immigration.
Son film Les Journaux de Lipsett (en) (2010) est une interprétation de la vie et de l’œuvre du cinéaste expérimental canadien Arthur Lipsett,.
En 2012, il est membre du jury international au Festival international du court-métrage de Clermont-Ferrand qui lui rend hommage à travers la série Ushev/Lipsett où Ushev croise son travail avec celui de Lipsett autre cinéaste québécois à qui il a consacré un film et y présente son dernier court-métrage.
Il obtient un prix spécial au Festival International du Film Etiuda & Anima de Cracovie pour Demoni.
Son film Vaysha, l'aveugle remporte le prix spécial du jury et le prix du jury junior pour court métrage à l'édition 2016 du festival international du film d'animation d'Annecy. Il également est nommé pour l'Oscar du meilleur court-métrage d'animation à la 89e cérémonie des Oscars.
En 2018, le Festival international du film de La Rochelle lui consacre une rétrospective. 

## Distinctions
- Lauréat de la résidence NEF Animation à l'Abbaye de Fontevraud en 2014.

## Filmographie
- 2003 : Here Comes a Miracle
- 2006 : Sou
- 2006 : L'homme qui attendait
- 2006 : Tower Bawher
- 2007 : Tzartitza
- 2008 : Drux Flux
- 2010 : Les Journaux de Lipsett
- 2011 : Rossignols en décembre
- 2012 : Joda
- 2012 : Demoni
- 2013 : Gloria Victoria
- 2014 : Third Page from the Sun
- 2015 : Sonámbulo
- 2016 : The Sleepwalker
- 2016 : Vaysha, l'aveugle
- 2016 : Blood Manifesto
- 2018 : VIVAldi VVinter
- 2019 : Physique de la tristesse[6]
- 2022 : Phi 1.618